# Korsun-Șevcenkivskîi
Korsun-Șevcenkivskîi (în ucraineană Корсунь-Шевченківський) este orașul raional de reședință al raionului Korsun-Șevcenkivskîi din regiunea Cerkasî, Ucraina. În afara localității principale, mai cuprinde și satele Harbuzîn și Samoridnea.

## Demografie
Componența lingvistică a orașului Korsun-Șevcenkivskîi
     Ucraineană (93,95%)
     Rusă (3,96%)
     Alte limbi (0,41%)
Conform recensământului din 2001, majoritatea populației orașului Korsun-Șevcenkivskîi era vorbitoare de ucraineană (93,95%), existând în minoritate și vorbitori de rusă (3,96%).